# فريدون علاء
فريدون علاء (بالفارسية: فريدون علا) (17 مارس 1931 في باريس، فرنسا) طبيب وأكاديمي إيراني متخصص في الطب الباطني وأمراض الدم. أسس أول قسم سريري لأمراض الدم في إيران وأول مركز للهيموفيليا في إيران في كلية الطب بجامعة طهران. كما يُعتبر مؤسس خدمة نقل الدم الوطنية الإيرانية (INBTS) عام 1974، وهي منظمة مركزية تمولها الدولة؛ لتجنيد المتبرعين الصحيين بالدم تطوعًا.

## الخلفية العائلية
والد الدكتور فريدون علاء هو حسين علاء (1883-1964)، كان دبلوماسيًا محترفًا ووزيرًا ووزيرًا مفوضًا في كل من بريطانيا وفرنسا، وبُعث إلى الولايات المتحدة مرتين. لعب دورًا حاسمًا في الدفاع عن حقوق إيران كممثل لبلاده في اجتماعات مجلس الأمن الدوليخلال 'أزمة أزاربيان' لعام 1946. أمضى اثني عشر عامًا كوزير للمحكمة الإمبراطورية لمحمد رضا شاه بهلوي، وتم تعيينه مرتين رئيسًا للوزراء.

## الحياة الشخصية
تزوج فريدون علاء من آن ني سيلي ولهما ثلاثة أبناء، أحدهم توفي أرجان في عام 1998 بعد حادث بالمظلات في أريزونا. توفيت آن أيضا بعد ذلك بوقت قصير. تزوج فريدون فيما بعد من زوجته الثانية يكتا فاضلي، الابنة الوحيدة للملازم محمد فاضلي.

## التعليم
تلقى الدكتور فريدون تعليمهُ الابتدائي في مدرسة دابستان نظامي الابتدائية الإيرانية، ومدرسة لازاريست سانت لويس الفرنسية، ومدرسة المجتمع الإنجليزية، وكلها في طهران. سافر لبدء تعليمه الثانوي في مدرسة هارو بالقرب من لندن خلال نهاية الحرب العالمية الثانية، ثم أكمل نصفها في أكاديمية ميلتون، بالقرب من بوسطن. تلقى تعليمه الجامعي في كلٍ من جامعة هارفارد، كامبريدج، ماساتشوستس، حيث حصل على درجة البكالوريوس في تخصص التاريخ.

### المجال التعليمي الطبي
تم قبوله في كلية الطب بجامعة إدنبره في اسكتلندا، وتأهل بدرجة بكالوريوس الطب والجراحة عام 1960. بدأ تدريبه في مستشفى أدنبرة الملكي. بعد تم تعيينه كمسؤول أول في مجلس النواب، وحصل على منحة بحثية من صندوق ويلكم تحت إشراف البروفيسور رونالد جيردوود؛ عندما قام بفحص فقر الدم الضخم الأرومات المرتبط بسوء امتصاص الجهاز الهضمي. اجتاز امتحان عضوية الكلية الملكية للأطباء (MRCP) في كل من الطب الباطني وأمراض الدم في عام 1964، وقضى عامًا آخر في دورة دبلوم «أمراض الدم العملية» مع الأستاذ السير جون داتشي في كلية الطب الملكي للدراسات العليا في لندن. تم انتخاب علاء زميلاً للكلية الملكية للأطباء (FRCP) عام 1970، وزميلاً للكلية الملكية لعلماء الأمراض (FRCPath) عام 1991.

## المسار المهني

### باحث في أمراض الدم
عاد فريدون إلى إيران عام 1965، بعد وقتٍ قصير من وفاة والده حسين علاء. تم تعيينه أستاذًا مساعدًا في كلية الطب بجامعة طهران للعلوم الطبية، مستشفى الخميني الآن في عام 1965، وكان له دور أساسي في إنشاء أول قسم أمراض الدم السريري في إيران، مجهزًا بمختبراته الحديثة، وذلك بفضل المنحة البحثية الشخصية من صندوق ويلكم.

### الإدارة الطبية في الولايات المتحدة (1981 إلى 1999)
في عام 1981 انتقل فريدون من إيران إلى المملكة المتحدة، وتم تعيينه مديرًا طبيًا لخدمة الدم الوطنية في منطقة ويست ميدلاندز، ومحاضر أول في كلية الطب بجامعة برمنغهام، واستشاري أمراض الدم في مستشفى الملكة إليزابيث برمنغهام. خلال تلك الفترة تم تعيين المركز كـ «مركز متعاون مع منظمة الصحة العالمية للتدريب والتطوير في مجال نقل الدم». وشملت أنشطة فريدون الإضافية خلال تلك الفترة:
- عضوية لجنة إدارة خدمة نقل الدم الوطنية في المملكة المتحدة 1989.
- رئيس اللجنة الاستشارية الدائمة UKBTS / NIBSC المعنية بالعدوى المنقولة عن طريق نقل الدم 1993.
- تم تجديد تعيينه كعضو في الجمعية الدولية لنقل الدم (ISBT) في عام 1998.
- مشارك في تحرير مجلة مجلة ISBT «نقل الدم اليوم».

## المؤلفات
قام فريدون بنشر حوالي 127 مقالاً وملخصًا علميًا، بالإضافة إلى عددٍ من الفصول والكتب ذات الصلة بمجالات نقل الدم وتطور الدم.